# Фо-Вильсерф
Фо-Вильсе́рф (фр. Faux-Villecerf) — коммуна во Франции, находится в регионе Шампань — Арденны. Департамент — Об. Входит в состав кантона Марсийи-ле-Эйе. Округ коммуны — Ножан-сюр-Сен.
Код INSEE коммуны — 10145.
Коммуна расположена приблизительно в 120 км к юго-востоку от Парижа, в 85 км юго-западнее Шалон-ан-Шампани, в 26 км к западу от Труа.

## Население
Население коммуны на 2008 год составляло 223 человека.
| 1962 | 1968 | 1975 | 1982 | 1990 | 1999 | 2008 |
| ---- | ---- | ---- | ---- | ---- | ---- | ---- |
| 208  | 228  | 223  | 225  | 240  | 224  | 223  |

## Экономика
В 2007 году среди 143 человек в трудоспособном возрасте (15—64 лет) 114 были экономически активными, 29 — неактивными (показатель активности — 79,7 %, в 1999 году было 81,5 %). Из 114 активных работали 109 человек (63 мужчины и 46 женщин), безработных было 5 (3 мужчины и 2 женщины). Среди 29 неактивных 8 человек были учениками или студентами, 8 — пенсионерами, 13 были неактивными по другим причинам.